# مليكة (مسلسل)
مليكة مسلسل درامي، مصري من إنتاج سنة 2018. المسلسل من إخراج شريف إسماعيل،
وتأليف احمد طاهر ياسين، ومن بطولة دينا الشربيني، وعمر السعيد، ومحمد شاهين، ومصطفي فهمي.

## القصة
- تدور الأحداث في إطار درامي اجتماعي حيث إحدى الفتيات التي تحضر حفل زفاف مع ابنة خالتها، ويحدث انفجار مدوي تموت على إثره إحداهما فتتقمص الأخرى شخصيتها، وتعيش حياتها في توتر وقلق.[4]

## طاقم التمثيل
- دينا الشربيني[5]
- عمر السعيد
- محمد شاهين
- مصطفي فهمي
- صفاء الطوخي
- ندى بسيوني
- مجدي بدر
- أحمد العوضي
- ياسر علي ماهر
- هادي الجيار
- رامز أمير
- دانا حمدان
- محمود فارس
- أحمد حلاوة
- صبري عبد المنعم
- لمياء كرم
- آية طارق
- هدى الإتربي
- صلاح الحسيني

## إنتاج
- كتب احمد طاهر ياسين قصة مسلسل، وكان مسلسل من أخراج شريف إسماعيل، وإنتاج تامر مرسي.